# TES-3

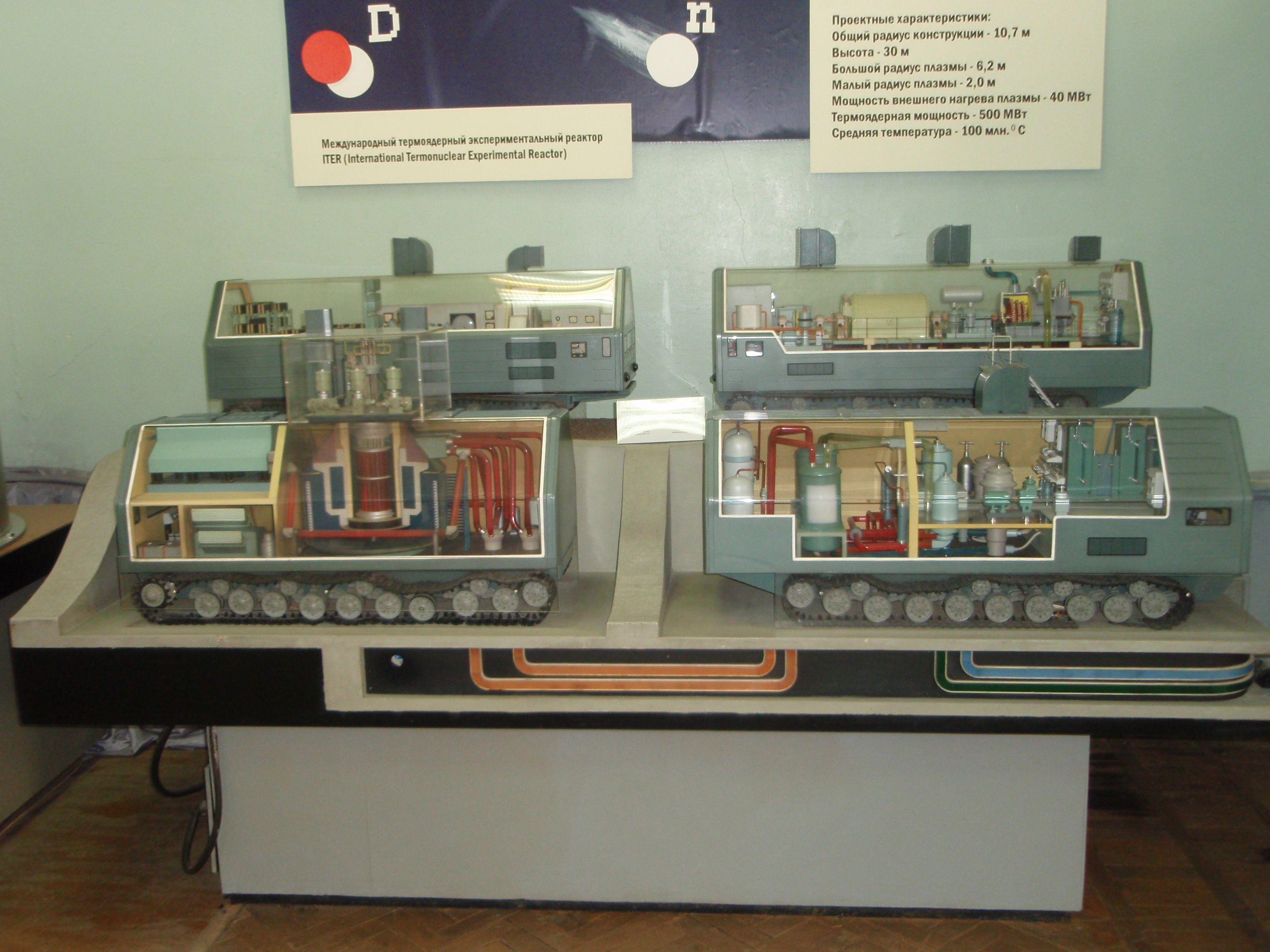
Modell eines mobilen Kernkraftwerks, Staatliches Polytechnisches Museum (Moskau)

Das TES-3 (russisch ТЭС-3 Транспортируемая Электростанция-3), was als „Transportable Elektrische Station“ übersetzt werden kann, war eine experimentelle Anlage, die als möglicher mobiler Kernenergieversorger für abgelegene oder unerschlossene Gebiete der Sowjetunion konzipiert wurde. Es wurden vier fahrbare zusammenhängende Plattformen mit einem Reaktor, der einen 1,5 MW-Turbogenerator speiste, gebaut.

## Technik
Das Projekt, das unter der wissenschaftlichen Leitung von Mitarbeitern des „Labors V“ in Obninsk entwickelt wurde, zeigte hohe Zuverlässigkeit, gute Steuerbarkeit und Wartungsfreundlichkeit.
Das Herzstück der Anlage war ein zweikreisiger heterogener Wasser-Wasser-Reaktor mit 74 Brennelementen aus hochangereichertem Uran. Als Moderator und Kühlmittel diente normales Wasser.
Während des Betriebs generierte die 310 t schwere Anlage rund 1300 Stunden lang elektrische Energie ohne Strahlungsunfälle. Nach Abschluss der ersten Brennstoffkampagne im Jahr 1965 wurde der Reaktor abgeschaltet.
Das Projekt wurde von Juri Anatoljewitsch Sergejew und Dmitri Leonidowitsch Broder entworfen, die vorschlugen, die Anlage auf Ketten zu montieren, um sie nahezu selbstfahrend zu machen.
1957 war der Vorentwurf der Anlage fertiggestellt. Die Arbeiten am TES-3-Reaktor begannen im IPPE unter der Leitung von M.Je. Minashin. Eine Vielzahl von Design-, Ingenieur- und Forschungsorganisationen sowie Fabriken waren an der Umsetzung des Projekts beteiligt. Die wissenschaftliche Leitung des Projekts lag beim Labor V, wobei die Hauptteilnehmer J.A. Sergejew, V.I. Orekhov, V.A. Naumov, G.Ja. Rumjanzew, M.Je. Minashin und W.W. Orlow waren.
Die Experimente für das TES-3 wurden unter der Leitung von I.G. Morosow durchgeführt. Die physikalische Inbetriebnahme des Reaktors erfolgte am 7. Juni 1961 und am 13. Oktober 1961 wurde die erste elektrische Last eingespeist.
Das TES-3 war die erste praktische Erfahrung auf einem verlängerten Kettenfahrgestell des schweren Panzers T-10 mit zusätzlichen Rädern und verbreiterten Ketten. Es wurden waggonartigen Aufbauten, die funktional in Reaktor-, Turbinen-, Hilfs- und Steuerungseinheiten unterteilt waren geschaffen. Neben der Nutzung des Kettenfahrgestells bestand auch die Möglichkeit, das Kraftwerk auf Eisenbahnplattformen zu transportieren.

## Würdigung
Im Oktober 2021 wurde das 60-jährige Jubiläum der Inbetriebnahme des TES-3 in Obninsk gefeiert. In den 1950er Jahren entstand die kühne Idee, eine selbstfahrende Kernkraftanlage für den Einsatz im hohen Norden zu entwickeln. Diese Idee wurde erstmals vom Minister Jefim Pawlowitsch Slawski geäußert. 1955 besuchte er das Leningrader Kirowwerk und schlug in einem Gespräch mit dem Direktor des Werks die Entwicklung einer mobilen Kernkraftanlage vor, die abgelegene zivile und militärische Einrichtungen mit Strom versorgen könnte.

## Verbleib
Nach Abschluss aller Projekte wurden zwei Maschinen mit dem höchsten Grad an radioaktiver Gefährdung stillgelegt. Einige Jahre später wurde der nukleare Konvoi für experimentelle Untersuchungen zu den Thermalgeysiren auf Kamtschatka geschickt.